# Walls (canción)
«Walls» es una canción del cantante británico Louis Tomlinson. Se lanzó el 17 de enero de 2020, a través de Syco Music y Arista Records como el quinto y último sencillo de su primer álbum de estudio Walls.

## Antecedentes y composición
Tomlinson dijo que la canción "trata de superar algunos de tus problemas y aprender de tus errores. Mira hacia atrás en un momento determinado de mi vida y estoy seguro de que hay muchas personas que pueden relacionarse con esa idea de estar solo y despertar, estar acostumbrado a tener a alguien allí, entonces no lo están. Es un poco de "Oh no, lo he jodido, sí. Pero lo he entendido ahora y he vuelto más fuerte. Aprendes de tus errores, y la canción trata sobre poseerlos, levantar las manos y decir 'Sé que lo que hice estuvo mal, pero ahora lo entiendo un poco mejor".

## Recepción crítica
Mike Nied de Idolator describió la canción como "una oda a la perseverancia y la superación de las probabilidades", "una joya guiada por una cuerda con un mensaje reflexivo [en el cual] Louis canta sobre la superación de obstáculos entre él y un ser querido". Escribiendo para MTV, Madeline Roth llamó a la canción "una declaración emocional de fortaleza" en la que Tomlinson "reconoce las dificultades que enfrenta con observaciones desgarradoras e introspectivas", "abre la tristeza y deja entrar un poco de luz al revelar que los tiempos difíciles lo han convertido en un hombre más fuerte", y elogió la incorporación de una orquesta en vivo a la canción que" eleva la apuesta emocional "y" lleva esta balada a hermosas alturas". Phil Arnold de Music Talkers describió el tema como "una canción muy buena, con todos los componentes que atraerán a un amplio grupo demográfico" y elogió su "producción inteligente" y la "composición de canciones" y "la voz madura" de Tomlinson.

## Vídeo musical
El video musical, dirigido por Charlie Lightening y filmado en Marruecos, se estrenó el 20 de enero de 2020. El video comienza con Tomlinson vagando por el desierto marroquí donde se encuentra con una puerta misteriosa, camina a través de una serie de paneles de vidrio y se sienta en una silla encaramada, a medio camino de una pared de ladrillos (una referencia a un video musical para «Live Forever» de Oasis cuyo exmiembro Noel Gallagher es acreditado como uno de los coautores de «Walls»). Después de que Tomlinson entra por la puerta, se tira en el piso de un salón de baile cerca de invitados de baile y deambula por una multitud de extraños enmascarados. En el clímax de la canción, él y su banda se presentan en una plataforma brillante mientras la luz se atenúa.

## Presentaciones en vivo
Tomlinson interpretó la canción por primera vez en vivo el 22 de enero de 2020 en The One Show. El 30 de enero de 2020, Tomlinson interpretó la canción en The Tonight Show Starring Jimmy Fallon. El 31 de enero de 2020 la cantó en The Today Show.

## Posicionamiento en listas
| Listas (2020)                     | Mejor posición |
| --------------------------------- | -------------- |
| Escocia (Official Charts Company) | 97             |
| Nueva Zelanda Hot Singles (RMNZ)  | 33             |

## Historial de lanzamiento
| País           | Fecha               | Formato                     | Discográfica       | Ref    |
| -------------- | ------------------- | --------------------------- | ------------------ | ------ |
| Varios         | 17 de enero de 2020 | Descarga digital, Streaming | Syco Music, Arista | [ 2 ]  |
| Estados Unidos | 21 de enero de 2020 | Radio alternativa           | Syco Music, Arista | [ 14 ] |